# Centralisme
Centralisme of centralisatie is het streven van een organisatie of natie om het bestuur zo veel mogelijk in één centraal orgaan of persoon te concentreren. De machtsuitoefening vindt plaats vanuit één bestuurlijke eenheid (hoofdstad) of onderneming (moederbedrijf). 
Centralisatie binnen de overheid wordt ook wel per beleidspunt toegepast; meestal gaat het dan om defensie, belastingen, bevolkingsregistratie, nationaliteitsvraagstukken en buitenlandse betrekkingen.
Het tegenovergestelde van centralisme of centralisatie is decentralisatie of decentralisering. Ook regionalisme is een tegenhanger van centralisme.

## Geschiedenis
De samenleving van de late middeleeuwen kenmerkte zich als sterk gedecentraliseerd. Dit werd in de hand gewerkt door het leenstelsel, waarbij de koning zijn vazallen erfelijke rechten verleende op aan hun toegewezen land, dat zij van de koning in leen hadden. Uiteindelijk ondermijnde deze ontwikkeling de macht van de vorst.
Geleidelijk begonnen heersers, zoals de Franse koningen, de macht naar zich toe te trekken en te centraliseren. Ook de Habsburgse heersers trachtten centralisatie door te voeren. De reactie van de Nederlandse steden en gewesten hierop vormde een belangrijke aanleiding voor de Tachtigjarige Oorlog. Ook de Zwitserse onafhankelijkheidsstrijd was een reactie op de Habsburgse poging tot centralisatie.
Politieke centralisatie kenmerkt zich door het ontwikkelen van staatsmacht: ten koste van lokale machthebbers worden in toenemende mate beslissingen genomen op centraal, in plaats van op decentraal of lokaal niveau. Dit centralisatieproces werd mede bevorderd door verbeterde communicatiemiddelen, een verbeterde administratie en door een opkomend nationaal besef. Binnen de Franse revolutionairen streefden de montagnards naar centralisatie, terwijl de girondijnen meer decentralisatie wensten.
Eind 20e, begin 21e eeuw begonnen veel landen hun dominante centrale overheid als beklemmend te ervaren. Overmatige centralisatie zou leiden tot verminderde efficiëntie, en tot verwaarlozing van de regionale belangen. Bovendien kent de Europese Unie een beschermingsbeleid jegens regionale minderheden. Althans in Europa is hierdoor de centralisatie een halt toegeroepen, en is er een zeker decentralisatieproces ingezet, in landen als Spanje en België. Zie ook het lemma subsidiariteitsbeginsel.
Nederland wordt staatsrechtelijk wel omschreven als een gedecentraliseerde eenheidsstaat: hoewel de Staten-Generaal grote invloed heeft op wetgeving en beleid, is er daarnaast sprake van autonomie van provincies, gemeenten en waterschappen. Het bekendste Europese voorbeeld van een gecentraliseerde eenheidsstaat is Frankrijk. Ook de Sovjet-Unie, hoewel op papier een confederatie, was in de praktijk een eenheidsstaat.

## Centralisatie en bedrijfsorganisatie
Wanneer een bedrijf meerdere vestigingen omvat, zal centralisatie een rol spelen in de bedrijfsorganisatie. Dit geldt met name voor multinationals, met vestigingen in meerdere landen. Centralisatie wordt hier middels interne regels en rechtsvorm-keuze vormgegeven.
Een concernstructuur met een sterke centralisatie kenmerkt zich door:
- gedetailleerde interne regels, met nauwkeurig omschreven bevoegdheidsafbakeningen;
- nauwkeurige, gedetailleerde en beperkte volmachten;
- trouw en aantal dienstjaren tellen relatief zwaar mee. Een belangrijke, openstaande positie in een nevenvestiging wordt bij voorkeur vervuld vanuit de hoofdvestiging.
- de centrale directie vervult tevens de directeursposten in de dochtervennootschappen.
- activiteiten per land onderbrengen in één vennootschap of holding, met meerdere vestigingen.

Een decentrale concernstructuur kenmerkt zich door:
- gedetailleerde interne regels, met ruime en pragmatische bevoegdheidsafbakeningen;
- volmachten die zich op taakomschrijvingen concentreren, en daarbinnen veel vrijheid tot eigen initiatief laten;
- vakkennis kan opwegen tegen het aantal dienstjaren. Een belangrijke positie in een nevenvestiging kan ook ter plekke worden ingevuld, al dan niet door extern iemand te rekruteren.
- het lokale management vervult de directeursposten in dochtervennootschappen.
- iedere vestiging is ondergebracht in een aparte vennootschap.

## Centralisatie en cultuur
De cultuur van een samenleving speelt een belangrijke rol in de inrichting van organisaties. In een maatschappij met grote machtsverschillen en tegelijkertijd een groot collectief besef, zullen gecentraliseerde ondernemingen de boventoon voeren.
Op het Angelsaksisch model gestoelde organisaties vertonen daarnaast een grotere neiging tot centralisatie, omdat dit model de belangen van de aandeelhouders vooropstelt. In organisaties die worden beheerst door het Rijnlandse of Scandinavisch model dienen álle stakeholders in aanmerking te worden genomen, op ieder niveau, zodat hier een decentrale organisatie meer voor de hand ligt.
Naast de cultuur, speelt de leeftijd van de organisatie een rol. Jonge multinationals, die nog een sterke band met hun originele thuismarkt hebben, alsmede nieuwe organisaties, neigen meer naar centralisatie.